# (5159) Burbine
(5159) Burbine est un astéroïde de la ceinture principale.

## Description
(5159) Burbine est un astéroïde de la ceinture principale. Il fut découvert le 9 septembre 1977 à Harvard par l'Observatoire de l'université Harvard. Il présente une orbite caractérisée par un demi-grand axe de 2,79 UA, une excentricité de 0,11 et une inclinaison de 9,3° par rapport à l'écliptique.

## Compléments